# كأس لبنان 2008–09
كأس لبنان 2009–10 هي النسخة السابعة والثلاثين من كأس لبنان، أعلى بطولة كأس كرة قدم للأندية في لبنان منذ إنطلاقها في 1933.
بدأت البطولة في 11 تشرين الأول 2008 وإنتهت في 13 أيّار 2009. تنافس فيها 29 فريقًا بينهم نادي المبرة بطل نسخة 2007–08، وحقق اللقب العهد للمرة الثالثة في تاريخه وتأهل إلى كأس الاتحاد الآسيوي 2009 بعد أن فاز على شباب الساحل في النهائي بنتيجة 2–1.

## المرحلة الأولى

### الجولة الأولى
| رقم المباراة | الفريق المضيف          | النتيجة | الفريق الضيف        |
| ------------ | ---------------------- | ------- | ------------------- |
| 1            | الإصلاح البرج الشمالي  | 5–2     | الخيول              |
| 2            | الأدب والرياضة كفرشيما | 2–6     | ناصر بارلياس        |
| 3            | الأهلي صيدا            | 4–1     | الإخاء الأهلي عاليه |
| 4            | البرج                  | 0–3     | الأهلي النبطية      |
| 5            | المودة طرابلس          | 1–5     | الهومنمن بيروت      |
| 6            | الإجتماعي طرابلس       | 2–1     | النهضة برالياس      |
| 7            | الهومنتمن بيروت        | 1–0     | المحبة طرابلس       |
| 8            | الإرشاد                | 3–0     | الرياضة والأدب      |
| 9            | ناصر برالياس           | 0–1     | الشبيبة المزرعة     |

### الجولة الثانية
| رقم المباراة | الفريق المضيف   | النتيجة | الفريق الضيف          |
| ------------ | --------------- | ------- | --------------------- |
| 1            | الشبيبة المزرعة | 3–2     | الإصلاح البرج الشمالي |
| 2            | الأهلي صيدا     | 4–1     | الأهلي النبطية        |
| 3            | الهومنمن بيروت  | 4–1     | الإجتماعي طرابلس      |
| 4            | الهومنتمن بيروت | 4–3     | الإرشاد               |

## المرحلة الثانية

### دور الستة عشر
| رقم المباراة                         | الفريق المضيف | النتيجة | الفريق الضيف    |
| ------------------------------------ | ------------- | ------- | --------------- |
| 1                                    | التضامن صور   | 0–0     | السلام زغرتا    |
| التضامن صور فاز 4 – 2 بضربات الترجيح |               |         |                 |
| 2                                    | النجمة        | 6–0     | طرابلس          |
| 3                                    | شباب الساحل   | 7–0     | الهومنتمن بيروت |
| 4                                    | المبرة        | 3–0     | الهومنمن بيروت  |
| 5                                    | الصفاء        | 7–0     | الشبيبة المزرعة |
| 6                                    | الأنصار       | 1 -0    | الأهلي صيدا     |
| 7                                    | العهد         | 2–1     | الراسينغ بيروت  |
| 8                                    | الحكمة        | 1–0     | الشباب الغازية  |

### ربع النهائي
| رقم المباراة | الفريق المضيف | النتيجة | الفريق الضيف |
| ------------ | ------------- | ------- | ------------ |
| 1            | النجمة        | 1–3     | الأنصار      |
| 2            | العهد         | 2–0     | المبرة       |
| 3            | شباب الساحل   | 3–1     | التضامن صور  |
| 4            | الحكمة        | 0–2     | الصفاء       |

### نصف النهائي
| رقم المباراة | الفريق المضيف | النتيجة | الفريق الضيف |
| ------------ | ------------- | ------- | ------------ |
| 1            | شباب الساحل   | 3–2     | الصفاء       |
| 2            | العهد         | 2–1     | الأنصار      |

### النهائي
| رقم المباراة | الفريق المضيف | النتيجة | الفريق الضيف |
| ------------ | ------------- | ------- | ------------ |
| 1            | شباب الساحل   | 0–2     | العهد        |